# Hoy ya me voy
"Hoy ya me voy" es una canción pop latino y el primer sencillo de la nueva artista puertorriqueña Kany García, de su álbum debut Cualquier Día . La canción ha recibido mucha difusión en Puerto Rico . La canción recibió una nominación a la Canción del Año del Grammy Latino . Una nueva versión de la canción fue incluida en el álbum homónimo de Kany, Kany García, a dúo con el padrino musical de Kany, Franco De Vita . 

## Información de la canción
Esta canción de García, cuenta la historia de un amor no correspondido, llega un punto en el que una de las dos personas tiene que despedirse y partir. "Hoy Ya Me Voy" fue una de las primeras canciones que Kany escribió para su álbum debut.  La canción se convirtió en el sencillo revolucionario de Kany. La canción se convirtió en un éxito mundial. Recibió nominaciones a numerosos premios y nominaciones, entre ellas los Grammy Latinos, una nominación a Canción del Año y los Premios Billboard de la Música Latina, ganando " Canción Latin Pop Airplay del Año, Artista Nuevo ".  

## Video musical
"Hoy Ya Me Voy" es el primer vídeo musical de Kany. El concepto del vídeo es simplemente García en un set de cine. El video comienza con Kany recostada en un sofá cantando con un vestido y un sombrero. Mientras camina hacia la cámara, comienza a quitarse el vestido, dejando al descubierto un top y una minifalda. Ella sigue a la cámara mientras toca su guitarra llamada Gibson. El vídeo finaliza con el rostro de Kany en blanco y negro. El video musical fue filmado en una sola sesión. El video fue realizado en Churubusco, México, un set de cine legendario y fue dirigido por Alexis Gudino.  En palabras de Kany, ella quería que el video fuera simple, un video que sus fans pudieran disfrutar.
El video se transmitió en MTV Tr3s, hTV, Pepsi Musica y se convirtió en un éxito instantáneo en los 20 videos Top de Mun2. Recibió una gran rotación en la cuenta regresiva matutina de Univisión .

## Lista de canciones
1. "Hoy Ya Me Voy": 3:57 (versión del álbum)
2. "Hoy Ya Me Voy": 3:50 (versión radiofónica)

## Éxito en el gráfico
"Hoy Ya Me Voy" demostró ser un éxito moderado en las listas latinas de los Estados Unidos, alcanzando su punto máximo dentro del top 25 de Billboard Hot Latin Songs y el top cinco en Billboard Latin Pop Airplay, lo que ayudó a Kany a ganar los Billboard Latin Music Awards 2008. por "Canción Latin Pop Airplay del año, Artista nuevo". "Hoy Ya Me Voy" entró en el Billboard Hot Latin Songs en el número 42, pasó al número 22 la semana siguiente y cayó dos espacios la semana siguiente. La canción permaneció en Billboard Hot Latin Songs durante 13 semanas no consecutivas. 

## Listas
| Singles – (en todo el mundo) | Singles – (en todo el mundo)   | Singles – (en todo el mundo) |
| Año                          | Lista                          | Posición                     |
| ---------------------------- | ------------------------------ | ---------------------------- |
| 2007                         | US Billboard Hot Latin Tracks  | 22                           |
| 2007                         | US Billboard Latin Pop Airplay | 4                            |

### Listas de fin de año
| Lista de fin de año | Lista de fin de año                                    | Lista de fin de año |
| Año                 | Lista                                                  | Posición            |
| ------------------- | ------------------------------------------------------ | ------------------- |
| 2007                | US Billboard Latin Pop Airplay (gráfico de fin de año) | 35                  |

## Premios y nominaciones
| Año  | Otorgar                              | Resultado | Categoría                                        |
| ---- | ------------------------------------ | --------- | ------------------------------------------------ |
| 2008 | Premios Billboard Latin Music Awards | Ganadora  | Canción Latin Pop Airplay del año, Artista nuevo |
| 2008 | Premios Billboard Latin Music Awards | Nominada  | Canción Latin Pop Airplay del año, femenina      |
| 2008 | Premios Grammy Latinos               | Nominada  | Canción del año                                  |